# Палій Валентин Олександрович
Валенти́н Олекса́ндрович Палі́й (нар. 17 листопада 1938, Монастирище, Чернігівська область — 29 червня 2023, Корніївка, Запорізька область) — український художник, член Національної спілки майстрів народного мистецтва України.

## Біографія
Навчався в Білоцерківському національному аграрному університеті, отримав диплом лікаря ветеринарної медицини. Тривало обіймав посаду головного ветеринарного лікаря в с. Корніївка, Запорізької області.
З виходом на пенсію зосередився на образотворчому мистецтві, взявши за основу написання картин у авторській техніці з використанням цвяхів-вухналів. Основну тематику робіт митця складають зображення доби Київської Русі, козацтва, та ілюстрації до відомих творів українських письменників (зокрема Шевченка).